# 50ste Oscaruitreiking
De 50ste Oscaruitreiking, waarbij prijzen worden uitgereikt aan de beste prestaties in films in 1977, vond plaats op 3 april 1978 in het Dorothy Chandler Pavilion in Los Angeles, California. De ceremonie werd gepresenteerd door de Engelse acteur Bob Hope.
De grote winnaar van de 50ste Oscaruitreiking was Star Wars, met in totaal 10 nominaties en 6 Oscars. Julia met in totaal 11 nominaties won uiteindelijk 3 Oscars. The Turning Point was genomineerd voor 11 Oscars, maar wist geen enkele te verzilveren. Richard Dreyfuss werd dankzij zijn rol in The Goodbye Girl de jongste acteur ooit die een Oscar voor Beste acteur won. Dit record bleef 25 jaar lang staan, totdat het in 2003 verbroken werd door Adrien Brody.

## Winnaars

### Films
| Categorie               | Winnaar                                                    | Regie         |
| ----------------------- | ---------------------------------------------------------- | ------------- |
| Beste Film              | Annie Hall                                                 | Woody Allen   |
| Beste Buitenlandse Film | Madame Rosa                                                | Moshé Mizrahi |
| Beste Documentaire      | Who Are the DeBolts? And Where Did They Get Nineteen Kids? | John Korty    |

### Acteurs
| Categorie                  | Winnaar          | Film             |
| -------------------------- | ---------------- | ---------------- |
| Beste Mannelijke Hoofdrol  | Richard Dreyfuss | The Goodbye Girl |
| Beste Vrouwelijke Hoofdrol | Diane Keaton     | Annie Hall       |
| Beste Mannelijke Bijrol    | Jason Robards    | Julia            |
| Beste Vrouwelijke Bijrol   | Vanessa Redgrave | Julia            |

### Regie
| Categorie       | Winnaar     | Film       |
| --------------- | ----------- | ---------- |
| Beste Regisseur | Woody Allen | Annie Hall |

### Scenario
| Categorie                | Winnaar                       | Film       |
| ------------------------ | ----------------------------- | ---------- |
| Beste Origineel Scenario | Woody Allen Marshall Brickman | Annie Hall |
| Beste Bewerkt Scenario   | Alvin Sargent                 | Julia      |

### Speciale prijzen
| Categorie                         | Winnaar         |
| --------------------------------- | --------------- |
| Irving G. Thalberg Memorial Award | Walter Mirisch  |
| Jean Hersholt Humanitarian Award  | Charlton Heston |